# Ludwig Paul (Lehrer)
Ludwig Christian Friedrich Georg Paul (* 10. Januar 1826 in Weimar; † 9. März 1902 in Dresden) war ein deutscher Lehrer, Pfarrer und Schriftsteller.

## Leben
Paul wurde als Sohn eines Schuhmachers geboren, machte seinen Abschluss am Gymnasium in Weimar und studierte als stud. iur. et. phil. in Jena und Berlin. Während seines Studiums wurde er 1846 Mitglied der Burschenschaft auf dem Fürstenkeller, später der Burgkellerburschenschaft. Auf einer Versammlung in Schwerstedt 1848 trat er als Sprecher der Studenten auf. 1848 nahm er am Zweiten Wartburgfest teil. In Weimar legte er 1849 sein Erstes theologisches Examen ab, in Jena 1850 sein philologisches Amtsexamen. 1850 wurde er in Berlin zum Dr. phil. promoviert. Von 1850 bis 1851 war er Leiter einer Privat-Vorschule in Bernau bei Berlin. Danach leitete er bis 1857 eine Vorschule für das Gymnasium in Weimar. 1857 wurde er Diakon in Weida, 1860 Pfarrer in Burgau. 1865 nahm er an der 50-Jahr-Feier der Jenaischen Burschenschaft in Jena teil. 1866 ging er an die Gelehrtenschule in Kiel, wo er 1873 Dritter Oberlehrer und 1884 Professor wurde. Mit seinem Ruhestand 1886 zog er nach Dresden.
Er veröffentlichte mehrere Werke und verfasste Beiträge in theologischen Zeitschriften.

## Veröffentlichungen (Auswahl)
- Ariadne. Gedicht in 6 Gesängen. Dessau 1855.
- Athenagoras Halle, 1856 (Herausgeber)
- Heviala. Trauerspiel in 5 Akten. Dessau 1856.
- Kants Lehre vom radikalen Bösen. Ein Vergleich mit der Lehre der Kirche. Halle 1865.
- Kants Lehre vom idealen Christus. Ein Vergleich mit der Christologie  der Kirche. Kiel 1869.